# Damiana (santa)
Santa Damiana (siglo iii-siglo iv) es una mártir venerada junto a cuarenta vírgenes por la Iglesia copta ortodoxa.

## Tumba

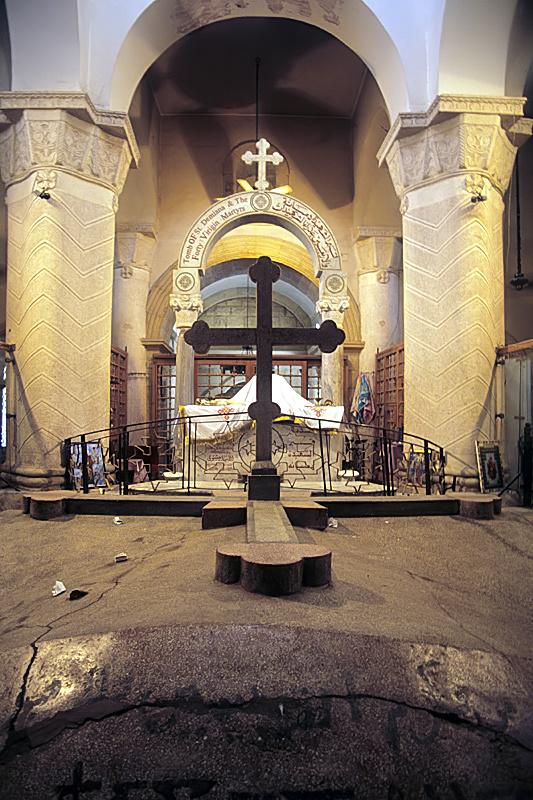
Tumba de Santa Damiana y las cuarenta vírgenes en el Monasterio de Santa Damiana, en Belqas, Dacalía (Egipto).

### Monasterio de Santa Damiana

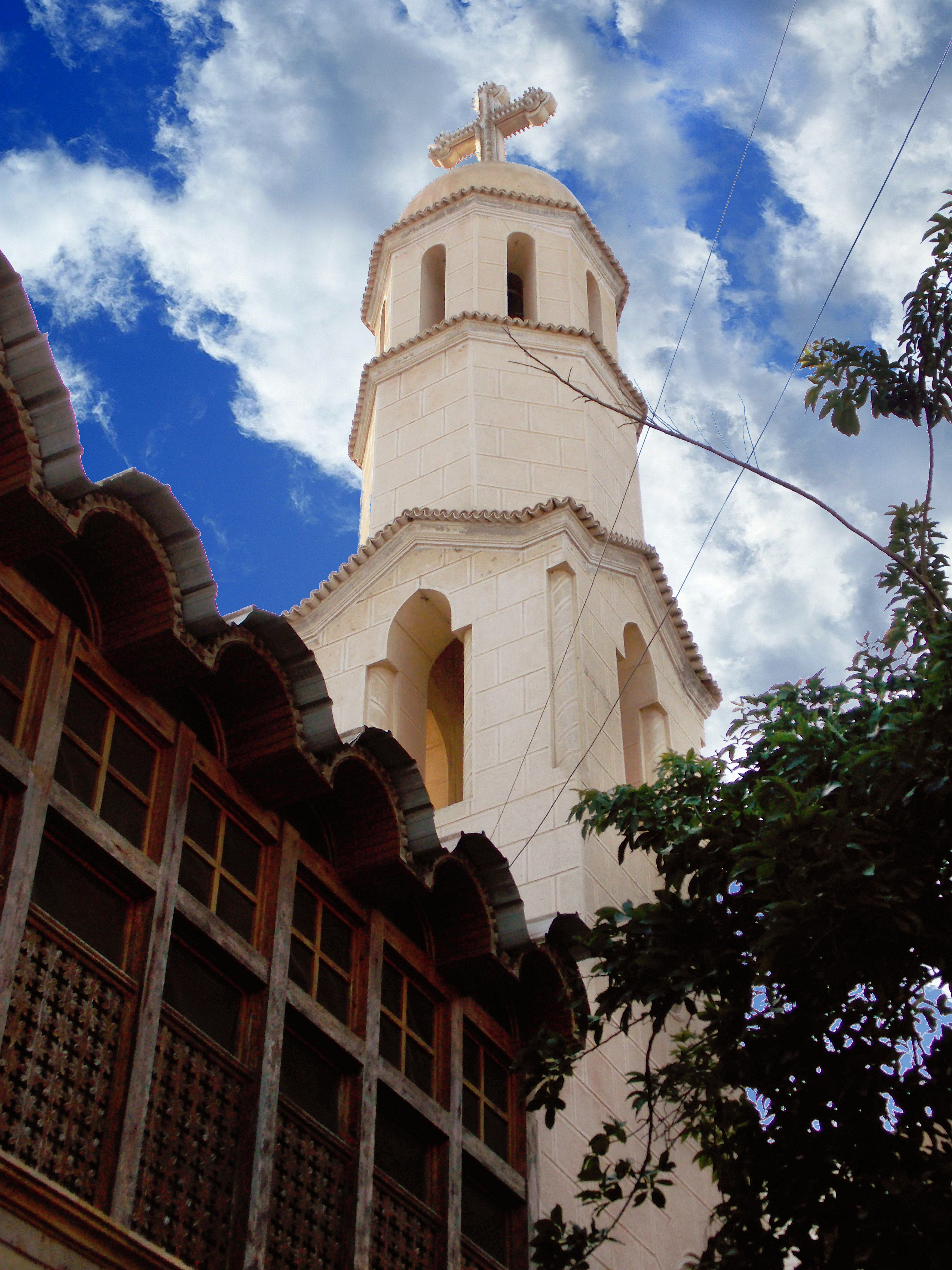
Monasterio de Santa Damiana, en Belqas, Dacalía (Egipto).